# Santana IV
Santana IV je triindvajseti studijski album skupine Santana, ki je izšel aprila 2016. To je četrti album zasedbe, večina katere je igrala na Woodstocku leta 1969.

## Pregled
Album je združil zasedbo skupine iz zgodnjih 70. let, ki so jo sestavljali Carlos Santana, Gregg Rolie, Michael Shrieve, Mike Carabello in Neal Schon. Zasedba je prvič po 45 letih ponovno skupaj snemala, prvič po albumu Santana III iz leta 1971. Zasedbi Santana IV sta se v studiu pridružila še trenutni tolkalist Santane, Karl Perazzo in basist Benny Rietveld, pri dveh skladbah pa je kot gostujoči vokalist sodeloval Ronald Isley. Album vsebuje šestnajst novih skladb, ki so jih napisali člani skupine.

## Izvor
Zamisel ponovne združitve se je porodila nekaj let nazaj, ko je Schon Carlosu predlagal, da bi skupaj snemala. Carlosu je bila ideja všeč, sam pa je predlagal, da bi poklical še Rolieja, Shrieveja in Carabella za album Santana IV (nadaljevali naj bi tam, kjer so leta 1971 končali). Svojo vrnitev so nato potrdili Neal Schon, Michael Shrieve in Mike Carabello. O vrnitvi Gregga Rolieja je Santana dejal: »Prepričan sem, da bo Gregg sodeloval.« Februarja 2013 je Rolie o ponovni združitvi za Radio.com povedal: »Gre samo za sestavo zasedbe in izvedbo. Jaz sem za. Mislim, da je to odlična ideja. Ljudem bo všeč. Odlično bo!« Po začetkih skupnega igranja in pisanja skladb, je zasedba album posnela med letoma 2014 in 2015. Posneli so šestnajst novih skladb, v katerih se prepletajo vsi značilni elementi te zasedbe - afriškolatinski ritmi, vokali, bluesovsko-psihedelični kitarski soli ter tolkala.

## Singli
Prvi single z albuma, »Anywhere You Want to Go«, je izšel 1. februarja 2016.

## Komercialni uspeh
V ZDA je album debitiral na 5. mestu lestvice Billboard 200, z 42.000 prodanimi izvodi albumov v prvem tednu. Santana IV je postal 14. album skupine, ki se je uvrstil v top 10 na lestvici Billboard 200.

## Seznam skladb
| Št.             | Naslov                                               | Pisec                                                                      | Priredba        | Dolžina |
| --------------- | ---------------------------------------------------- | -------------------------------------------------------------------------- | --------------- | ------- |
| 1.              | „Yambu‟                                              | Carlos Santana, Karl Perazzo                                               |                 | 3:27    |
| 2.              | „Shake It‟                                           | Neal Schon, Gregg Rolie, Michael Carabello, Perazzo                        | Santana         | 4:45    |
| 3.              | „Anywhere You Want to Go‟                            | Rolie                                                                      | Rolie           | 5:05    |
| 4.              | „Fillmore East‟                                      | Santana, Schon, Rolie, Michael Shrieve, Carabello, Benny Rietveld, Perazzo | Santana         | 7:44    |
| 5.              | „Love Makes the World Go Round‟ (feat. Ronald Isley) | Santana, Nuru Kane, Thierry Fournel                                        | Santana         | 4:20    |
| 6.              | „Freedom in Your Mind‟ (feat. Ronald Isley)          | Santana, Kenneth Okulolo                                                   | Santana         | 5:30    |
| 7.              | „Choo Choo‟                                          | Santana, Igor Len, Schon, Rolie, Carabello                                 | Santana         | 4:10    |
| 8.              | „All Aboard‟                                         | Santana                                                                    | Santana         | 2:03    |
| 9.              | „Sueños‟                                             | Santana, Rietveld                                                          | Rietveld        | 5:15    |
| 10.             | „Caminando‟                                          | Santana, Schon, Carabello, Perrazo                                         | Santana         | 4:21    |
| 11.             | „Blues Magic‟                                        | Schon, Rolie, Santana                                                      |                 | 4:26    |
| 12.             | „Echizo‟                                             | Schon, Shrieve                                                             |                 | 3:54    |
| 13.             | „Leave Me Alone‟                                     | Shrieve, Rolie, Santana                                                    |                 | 4:01    |
| 14.             | „You and I‟                                          | Rolie                                                                      |                 | 4:20    |
| 15.             | „Come as You Are‟                                    | Schon, Santana, Rolie, Carabello, Perazzo                                  |                 | 4:52    |
| 16.             | „Forgiveness‟                                        | Schon, Santana, Rolie, Claus Zundel                                        |                 | 7:22    |
| Skupna dolžina: | Skupna dolžina:                                      | Skupna dolžina:                                                            | Skupna dolžina: | 75:26   |

## Osebje
Santana
- Gregg Rolie – glavni vokali, Hammond orgle, klaviature, izvršni producent
- Carlos Santana – kitara, vokali, izvršni producent
- Neal Schon – kitara, vokali, izvršni producent
- Benny Rietveld – bas
- Michael Shrieve – bobni, izvršni producent
- Michael Carabello – konge, tolkala, vokali, izvršni producent
- Karl Perazzo – timbales, tolkala, vokali

Gostujoči glasbenik
- Ronald Isley – glavni vokali (5, 6)

## Lestvice
| Lestvica (2016)                         | Mesto |
| --------------------------------------- | ----- |
| Avstralski albumi (ARIA)                | 11    |
| Avstrijski albumi (Ö3 Austria)          | 11    |
| Belgijski albumi (Ultratop Flanders)    | 25    |
| Belgijski albumi (Ultratop Wallonia)    | 11    |
| Britanski albumi (OCC)                  | 4     |
| Finski albumi (Suomen virallinen lista) | 20    |
| Francoski albumi (SNEP)                 | 29    |
| Italijanski albumi (FIMI)               | 11    |
| Kanadski albumi (Billboard)             | 16    |
| Madžarski albumi (MAHASZ)               | 15    |
| Nemški albumi (Offizielle Top 100)      | 5     |
| Nizozemski albumi (MegaCharts)          | 7     |
| Norveški albumi (VG-lista)              | 24    |
| Novozelandski albumi (RMNZ)             | 8     |
| Poljski albumi (ZPAV)                   | 5     |
| Švedski albumi (Sverigetopplistan)      | 29    |
| Švicarski albumi (Schweizer Hitparade)  | 7     |
| ZDA – Billboard 200                     | 5     |